# رتینیت
رتینیت (انگلیسی: Retinitis) یا التهاب شبکیه التهاب ناحیه شبکیه در چشم است که می‌تواند به طور مداوم و پی‌درپی به شبکیه آسیب برساند و  کوری را در پی داشته باشد. شبکیه بافت حسی چشم است. رتینیت را ممکن است  عوامل  عفونی گوناگون پدید آورد. شایع‌ترین شکل آن به نام رتینیت پیگمنتوزا، از هر ۲۵۰۰-۷۰۰۰ نفر یک نفر شیوع دارد. این بیماری یکی از علل اصلی منجر به نابینایی در بیماران در بازه سنی ۲۰ تا ۶۰ سال است.
رتینیت را ممکن است  چند عامل عفونی از جمله توکسوپلاسموز، سیتومگالوویروس و کاندیدیاز ایجاد کند. رتینیت سیتومگالوویروس یکی از عوامل مهم نابینایی در بیماران مبتلا به ایدز است. گسترش کاندیدیاز از راه جریان خون به شبکیه، معمولاً  تولید چند دمل شبکیه را در پی دارد.

## علائم و نشانه‌ها
نخستین نشانه این بیماری معمولاً کاهش تدریجی بینایی، به ویژه دید در شب است که رانندگی در تاریکی را دشوار می‌کند. علائم بعدی شامل از دست دادن بینایی محیطی است که منجر به دید تونلی می‌شود. در برخی موارد، علائم تنها در یکی از چشم‌ها دیده می‌شود. تجربه شناور بودن، چشمک زدن گ، تاری دید و از دست دادن بینایی در یک چشم ممکن است نشانه اولیه شروع شبکیه باشد.

## ساز و کار
رتینیت یک بیماری ژنوتیپی است که نیازمند عامل فنوتیپی است. انواع آن در حال حاضر پیچیده‌ترین اشکال بیماری شبکیه به شمار می‌روند. چنین پیچیدگی در بیماری و درمان ناپذیری ناشی از ساز و کار پیچیده آن است.  رتینیت توسط یک ژن واحد کنترل می‌شود که می‌تواند از طریق یک ژن غالب اتوزومی، اتوزومی مغلوب یا مرتبط با X به ارث برده شود. در بسیاری از موارد، افراد مبتلا به رتینیت والدین یا سایر بستگان خود را تحت تأثیر این بیماری قرار می‌دهند.

## تشخیص
اگرچه تحقیقات گسترده‌ای در دهه‌های گذشته در مورد این بیماری انجام شده است، اما هنوز هیچ درمان مبتنی بر شواهد برای این بیماری وجود ندارد که اغلب در سنین پایین تشخیص داده می‌شود، معمولاً در نوجوانان یا جوانان.
برای تشخیص ویژه، ممکن است نمونه‌های مایع درون چشم گرفته و برای تجزیه و تحلیل فرستاده شود. در برخی موارد، خون یا مایع مغزی نخاعی (CSF) نیز آزمایش می‌شود.  ممکن است تصویربرداری برای کمک به تشخیص انجام شود.

## انواع
دو نوع بیماری آن وجود دارد: رتینیت پیگمنتوزا (RP) و رتینیت سیتومگالوویروس (CMV).  هر دو بیماری منجر به تورم و آسیب به شبکیه می‌‌شود. با این حال، تفاوت اصلی این است که RP یک مشکل ژنتیکی است که از یکی از والدین یا هر دو به ارث رسیده است. از سوی دیگر، CMVR از یک عفونت ویروسی در شبکیه ایجاد می‌شود. در حالی که هیچ درمانی برای این بیماری وجود ندارد، اما می‌توانید اقدامات لازم را برای محافظت از بینایی خود در برابر بدتر شدن انجام دهید.

## جلوگیری
پژوهش‌ها نشان می‌دهد که برخی مکمل‌ها، به ویژه ویتامین A، لوتئین و اسیدهای چرب امگا ۳، ممکن است پیشرفت بیماری را کند کرده و علائم را به طور موقت کاهش دهند.

## شیوه مقابله با آن
مراجعه منظم به چشم پزشک بسیار مهم است.  در حالی که مکمل‌های یادشده در بالا ممکن است به کاهش علائم کمک کند، خود شبکیه قابل درمان نیست. افزون بر این، از وسایلی مانند ذره‌بین‌های کم‌بینایی می‌توان برای کمک به بینایی در بیماران مبتلا به ناامیدی بینایی به دلیل رتینیت استفاده کرد. خدمات توانبخشی همچنین ممکن است به بیمار کمک کند تا بیماران از بینایی خود به نحو موثرتری استفاده کنند. در پایان، پیشنهاد می‌شود حتی در روزهای تاریک از عینک آفتابی استفاده کنید تا از چشم در برابر اشعه فرابنفش محافظت شود.

## تحقیقات اخیر
تحقیقات کنونی در مورد رتینیت شامل مطالعه سلول‌های بنیادی، داروها، ژن درمانی و پیوند برای کمک به درمان / درمان این بیماری است.  همچنین در سال‌های اخیر یک مطالعه شامل بیماران مبتلا به رتینیت با استفاده از ژن درمانی انجام شد.